# إقليم بوهيميا الوسطى
إقليم بوهيميا الوسطى (بالتشيكية: Středočeský kraj) هو أحد أقاليم جمهورية التشيك الأربعة عشر التي استحدثت حسب التقسيمات الإدارية الجديدة لجمهورية التشيك سنة 2000.
يقع الإقليم في وسط البلاد وذلك في وسط منطقة بوهيميا التاريخية، وهو أكبر إقليم من بين الأقاليم الثلاثة عشر، حيث يشغل حوالي 14% من مساحة التشيك.
عاصمة هذا الأقليم هي براغ عاصمة البلاد وهو يحيط بها، ويحده من الشمال إقليم ليبيريتس، ومن الشمال الشرقي إقليم هرادتس كرالوفه، ومن الشرق إقليم باردوبيتسه، ومن الجنوب الشرقي إقليم فيسوتشنا، ومن الجنوب إقليم جنوب بوهيميا، ومن الغرب إقليم بلزن، ومن الشمال الغربي إقليم أوستي ناد لابم.

## المقاطعات
يقسم الإقليم إلى 12 مقاطعة وهي:
- مقاطعة بينيشوف Okres Benešov
- مقاطعة بيرون Okres Beroun
- مقاطعة كلادنو Okres Kladno
- مقاطعة كولين Okres Kolín
- مقاطعة كوتنا هورا Okres Kutná Hora
- مقاطعة منيلنيك Okres Mělník
- مقاطعة ملادا بوليسلاف Okres Mladá Boleslav
- مقاطعة نيمبورك Okres Nymburk
- مقاطعة براغ-شرق Okres Praha-východ
- مقاطعة براغ-غرب Okres Praha-západ
- مقاطعة بشيبرام Okres Praha-západ
- مقاطعة راكوفنيك Okres Rakovník

## أعلام
- كارل ستيفان

## اقرأ أيضاً
- أقاليم جمهورية التشيك
- بوهيميا